# ریکاردو الوارز (بازیکن فوتبال، زاده ۱۹۵۷)
ریکاردو الوارز (انگلیسی: Ricardo Álvarez؛ زادهٔ ۲۶ اکتبر ۱۹۵۷) بازیکن فوتبال است.
از باشگاه‌هایی که در آن بازی کرده‌است می‌توان به باشگاه فوتبال رئال مادرید اشاره کرد.